# Į
Į, Įį – litera alfabetu łacińskiego używana w języku litewskim. Dawniej była samogłoską nosową, a teraz pełni funkcję iloczasu tak jak Y.